# Cenomanocarcinidae
Cenomanocarcinidae is een uitgestorven familie van de sectie Raninoida uit de infraorde krabben en omvat volgende geslachten: 
- Campylostoma  †  Bell, 1858
- Cenomanocarcinus  †  Van Straelen, 1936a